# Biddulph
Biddulph – miasto i civil parish w Wielkiej Brytanii, w Anglii, w regionie West Midlands, w hrabstwie Staffordshire, w dystrykcie Staffordshire Moorlands.
Leży 11,9 km od miasta Stoke-on-Trent, 34,4 km od miasta Stafford i 227,8 km od Londynu. W 2001 r. miasto to zamieszkiwało 17 241 osób. W 2011 roku civil parish liczyła 19 892 mieszkańców. Biddulph jest wspomniana w Domesday Book (1086) jako Bidolf.